# Jicalán
Jicalán es una localidad del estado mexicano de Michoacán. Es parte del municipio de Uruapan.

## Toponimia
El nombre «Jicalán» proviene de los términos en náhuatl: xicalli, jícara; tlan, lugar de abundancia. Su significado es «Lugar donde abundan las jícaras».

## Demografía
| Gráfica de evolución demográfica |
|                                  |

| Censo | Población |
| ----- | --------- |
| 1900  | 410       |
| 1910  | 462       |
| 1921  | 474       |
| 1930  | 530       |
| 1940  | 528       |
| 1950  | 545       |
| 1960  | 631       |
| 1970  | 851       |
| 1980  | 1454      |
| 1990  | —         |
| 2000  | 647       |
| 2010  | 1899      |
| 2020  | 2211      |